# Scrubzout
Scrubzout is een vrij grove korrelige substantie waarmee de huid gescrubd kan worden. Om te scrubben neemt men een kleine hoeveelheid van het scrubzout in de hand en wrijft dit stevig over de natte huid.
Het doel is het verwijderen van (een deel van) de bovenste dode huidcellen. Hierdoor wordt de huid zachter en zal deze een frissere kleur krijgen. De frissere kleur wordt ook veroorzaakt doordat de wrijvende beweging de doorbloeding van de huid stimuleert. 

## Voorkomen huidirritatie
Omdat deze dode huidcellen de kwetsbare onderlagen beschermen, verdient het de aanbeveling de frequentie van het scrubben aan te passen aan het huidtype. Een vette huid zal vaker zonder problemen gescrubd kunnen worden dan een droge, dunne huid. Bovendien is het verstandig de huid nadien in te wrijven met een crème of ander huidverzorgingsproduct. Deze producten zullen na het scrubben gemakkelijker opgenomen worden dan voor het scrubben. Overigens dient men er rekening mee te houden dat ook geneesmiddelen na het scrubben sneller opgenomen worden, zodat in zeldzame gevallen overdosering op zou kunnen treden.
Er zijn vele soorten scrubzout. De fijnheid van de korrels wordt aangepast aan het type huid waar gescrubd wordt. Voor de stevige huid op schouders en bovenbenen wordt een veel grover type scrubzout gebruikt dan voor de fijne huid van het gezicht. Scrubzout wordt ook verwerkt in scrubgel, hierbij gaat het vaak niet om echt zout (dat zou oplossen), maar om fijne siliciumdeeltjes in een waterige gel.
Veel scrubzouten bevatten kleur- en geurstoffen om het gebruik te veraangenamen.
Als men voor het zonnebaden scrubt, zou men egaler bruin worden. Het wegnemen van de beschermende dode huidcellen kan verbranden bevorderen.
Scrubben kan ook milieuvriendelijker (in verband met microplastics in veel scrubs) en goedkoper met fijn zand of met een opgevouwen wc-papiertje. Het hele lichaam kan men eenvoudig scrubben na het douchen met een droge washand.